# ミゲル・ウトリーリョ

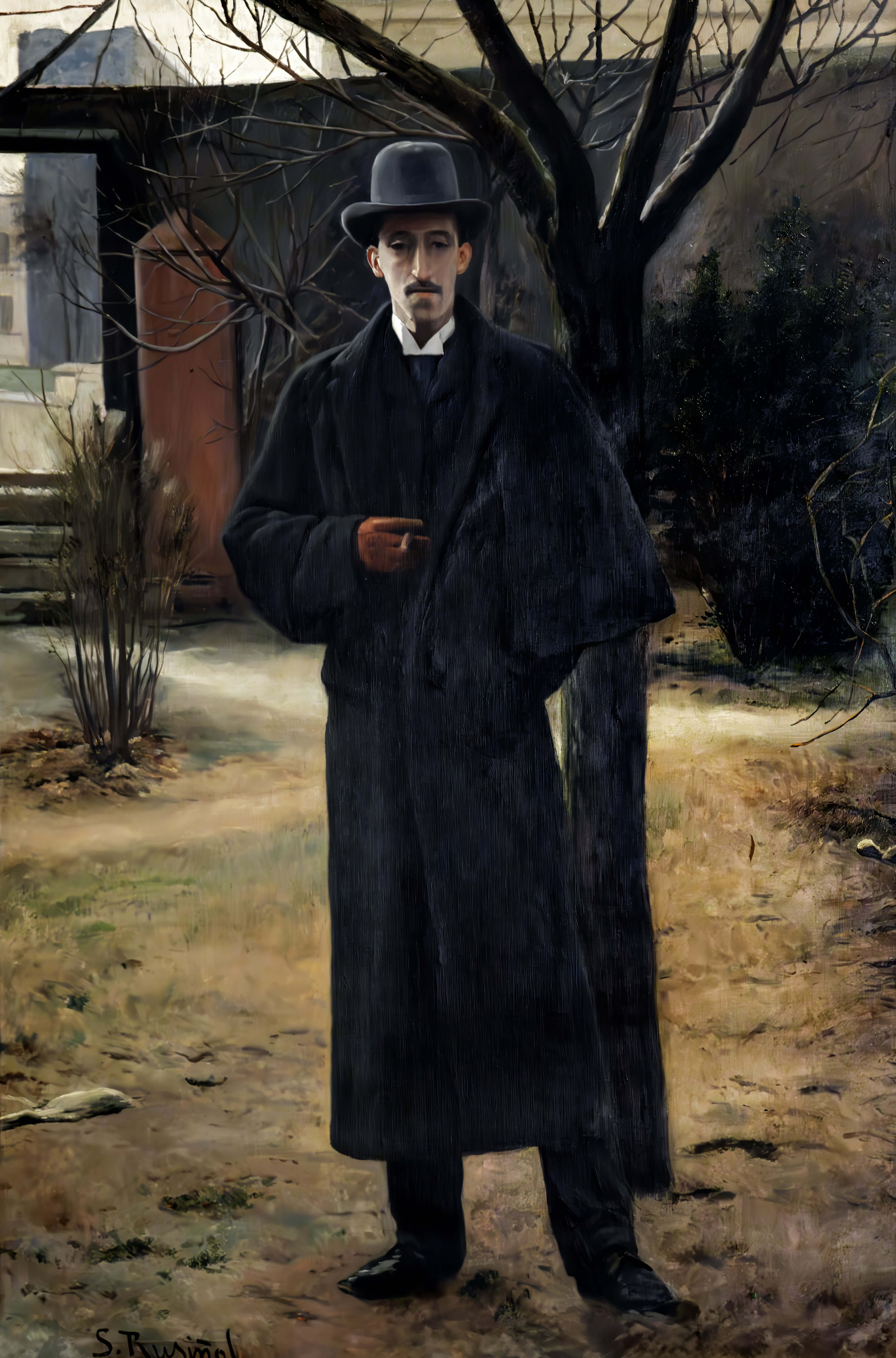
サンティアゴ・ルシニョールによるウトリーリョの肖像画

ミゲル・ウトリーリョ・イ・モルリウス（Miquel Utrillo i Morlius、1862年2月16日 - 1934年1月20日）は、スペイン・カタルーニャの美術評論家、舞台美術家、画家、技術者である。
フランスの画家シュザンヌ・ヴァラドンの恋人だったことがあり、後にその息子モーリスを自分の子供として認知し、彼がモーリス・ユトリロと名乗ることとなった。

## 生涯
ウトリーリョは、1862年2月16日にバルセロナで生まれた。父はトレンプ出身の弁護士で自由平和主義者のミゲル・ウトリーリョ・イ・リウ(Miquel Utrillo i Riu)、母はリェイダ出身のラモーナ・モルリウス・イ・ボラス(Ramona Morlius i Borràs)である。父は一家を連れて1867年にフランスに亡命し、ウトリーリョはアヴィニョンでバイリンガル教育を受けた。その後、1880年から1882年までパリの国立農学校で工学を学んだ。両親が1882年にスペインに戻った後もウトリーリョはパリに残った。モンマルトルの芸術的な環境に惹かれ、モンマルトルのキャバレー「ル・シャ・ノワール」に通った。そこで画家のシュザンヌ・ヴァラドンと出会い、恋人になった。その時期、1883年にシュザンヌは息子モーリスを出産した。当時シュザンヌには複数の恋人がいたが、モーリスの父親が誰であるかをシュザンヌは明かさなかった。

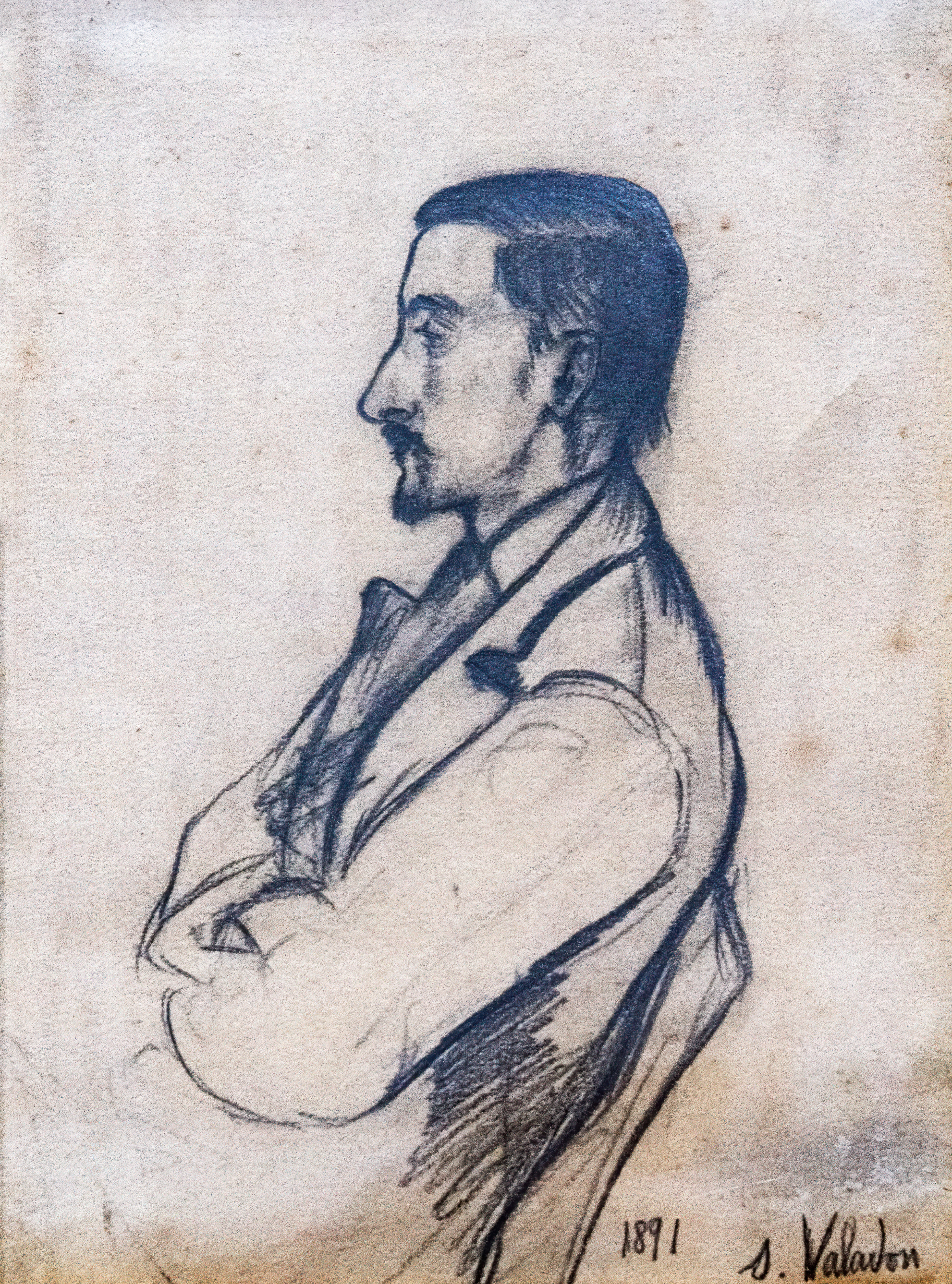
シュザンヌ・ヴァラドンが描いたウトリーリョのデッサン

1885年、ベルギーとドイツを旅行した後、マドリードで父と合流した。1888年のバルセロナ万国博覧会では、技術者チームの一員としてその準備に携わった。翌1889年、パリ万国博覧会の取材のための『ラ・バングアルディア』紙の特派員としてパリに戻った。パリ万博終了後もパリに留まり、美術評論家として働いた。1890年にシュザンヌ・ヴァラドンと再会し、シュザンヌは息子のことを「モーリス・ユトリロ・ヴァラドン」（ユトリロはウトリーリョのフランス語読み）と呼ぶようになった。1891年、争いの末、ウトリーリョは当時7歳のモーリスを自分の息子として認知する書類に署名することに同意した。同年、ウトリーリョが携わった舞台作品にエリック・サティが音楽を提供した。その2年後の1893年、シュザンヌとサティが関係を持ったことが発覚し、ウトリーリョはフランスを離れてシカゴ万国博覧会のためにシカゴへ向かった。しかし、シカゴの雰囲気が彼の好みではなかったため、万博の終了とともにパリに戻った。
その2年後の1895年、ウトリーリョは母国スペインに帰った。スペインでは、以前スペインに一時滞在していたときに友人になったサンティアゴ・ルシニョールの家に身を寄せた。ルシニョールの家があるシッチェスには、当時芸術家のコミュニティが形成されつつあった。ウトリーリョはそこで画家としての活動を始める一方、『ラ・バングアルディア』紙に美術評論を寄稿した。その後、ルシニョールの家に集まっていた芸術家たちは"Festes modernistes de Sitges"（シッチェスのムダルニズマ祭）を毎年行うようになり、ウトリーリョは舞台美術とポスターを担当した。また、詩人ジュアン・マラガイが手掛けたクリストフ・ヴィリバルト・グルックのオペラ『トーリードのイフィジェニー』の翻訳に挿絵をつけた。1899年から1903年にかけては、ルシニョールやラモン・カザスとともに、文芸誌『ペル・イ・プロマ』の編集に携わった。
1910年、リュイサ・ヴィダルの姉妹のローラ・ヴィダル(Lola Vidal)と結婚した。ローラは未亡人であり、その息子はウトリーリョと15年に渡り知り合いだった。その頃、フランス系アメリカ人の美術収集家チャールズ・ディアリングは、シッチェス近郊の中世に建てられたサン・ホアン・バプティスタ病院を購入し、これを自分のコレクションを収蔵する施設として改装するための設計をウトリーリョに依頼した。ウトリーリョは1919年までこのプロジェクトに取り組んだ。その間もバルセロナで開催されたフランス美術展の運営に携わり、1916年にフランス政府からレジオンドヌール勲章を授与された。

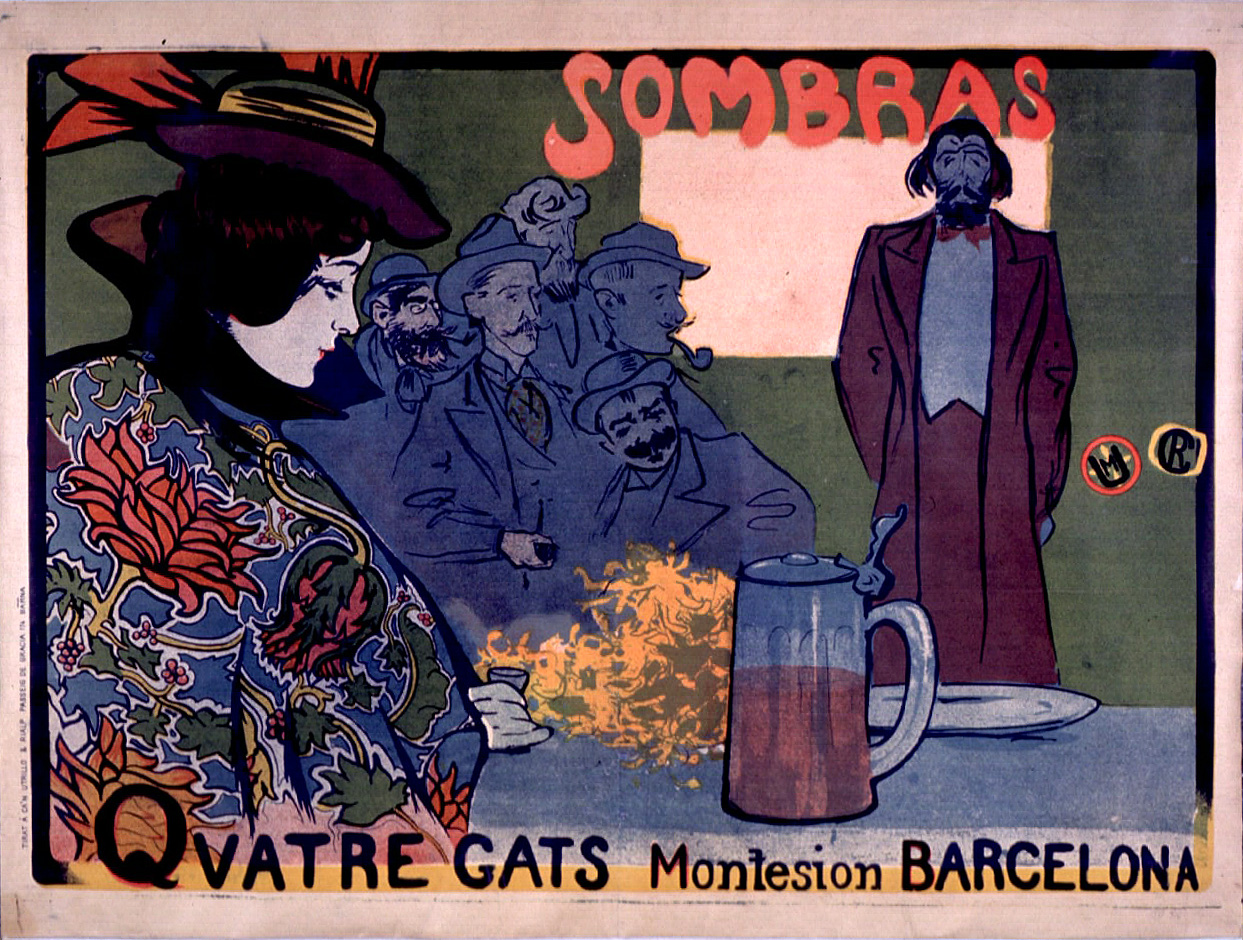
「四匹の猫」の影絵劇場のポスター

1921年、ディアリングはウトリーリョが自分の信用を濫用したと非難してシッチェスを去り、さらに、サン・ホアン・バプティスタ病院の一部をウトリーリョが自分の利益のために使ったとして告発した。この事件は後に「ディアリング事件」と呼ばれ、解決することはなかった。この一件によりウトリーリョの名声は汚されたが、それよりもヨーロッパの経済危機の影響の方が大きかった。1929年のバルセロナ万国博覧会において、建築美術館「ポブレ・エスパニョール」の設計に携わったことで、名声は多少回復された。
ウトリーリョの名誉回復のため、友人のルシニョールは1930年に自宅の一部を改装して美術館（現在のカウ・フェラット美術館）を開設した。ルシニョールは1931年に、ウトリーリョの妻ローラは1932年に死去した。ウトリーリョはシッチェスの芸術家コミュニティの歴史を取りまとめた。ウトリーリョは1934年1月20日にシッチェスで死去し、ウトリーリョの研究成果はその死後に出版された。